# Andy McPhee
Andrew "Andy" McPhee (Adelaida, 3 de noviembre de 1952) es un actor australiano, conocido por haber interpretado a Jack el Degollador en la serie de televisión Pirate Island.

## Biografía
Andy está casado con Sonia McPhee, la pareja tiene tres hijos: la actriz Sianoa Smit-McPhee, el actor Kodi Smit-McPhee y Caden Smit-McPhee.

## Carrera
En mayo de 1997, apareció por primera vez en la serie de televisión australiana Blue Heelers donde interpretó a Tim "Tiny" Duggan en el episodio "Immaculate Misconception", poco después en 1999 interpretó a Arnie en el episodio "Downsizing" y a Graeme Plamer en "Under Fire", en 2001 dio vida a Ross Murphett en el episodio "Dragged", y finalmente en 2004, cuando interpretó a Vic Brooks en dos episodios. En 2003, participó en la serie de televisión infantil australiana Pirate Island, interpretando a Jack el Degollador.
En 2007 apareció en la serie Pizza, donde interpretó a Darel Dinkum en el episodio "Melbourne Cup Pizza", anteriormente había interpretado a un prisionero en el episodio "Law & Order Pizza". Ese mismo año apareció en el cortometraje Missive donde interpretó a John, el director de la funeraria y en la película Let Me Not donde dio vida a Steve, el dueño del club de strip.
En diciembre de 2011, se unió como invitado en la serie australiana Neighbours, donde interpretó a Lewis Walton hasta enero de 2012. Anteriormente había aparecido en la serie en junio de 1995, cuando interpretó a Doodle durante el episodio #1.2416, un año después, en diciembre de 1996, interpretó durante dos episodios a un conductor, en mayo de 1997 dio vida a Geoff en el episodio #1.2858, más tarde interpretó a Knuckles en marzo de 2000 durante el episodio #1.3497 poco después en septiembre de ese mismo año interpretó a Dylan Curtis en el episodio #1.3615 y finalmente en julio de 2007 interpretó a Marty Rolle durante el episodio "Keep the Ned Flag Flying".
El 30 de mayo de 2012, se unió como personaje recurrente de la exitosa serie australiana Home and Away, donde interpretó al criminal y agresivo Danny Braxton, el padre de Darryl, Heath y Casey Braxton, hasta el 17 de agosto del mismo año luego de que su personaje muriera en el hospital al recibir un disparo por parte de Casey quien intentaba salvar al propietario del bar que Danny estaba robando.

## Filmografía

### Series de televisión
| Año         | Título                             | Personaje                | Notas                                         |
| ----------- | ---------------------------------- | ------------------------ | --------------------------------------------- |
| 2016        | Wolf Creek                         | "Beard"                  | 5 episodios - miniserie                       |
| 2016        | Wentworth                          | Turk                     | episodio "Eleventh Hour"                      |
| 2016        | Jack Irish                         | Chink                    | episodio # 1.1                                |
| 2015        | Gallipoli                          | Tte. Coronel John Antill | 2 episodios - miniserie                       |
| 2015        | The Doctor Blake Mysteries         | Kevin Van Der Hayden     | episodio "This Time and This Place"           |
| 2012        | Home and Away                      | Danny Braxton            | 20 episodios                                  |
| 2011 - 2012 | Neighbours                         | Lewis Walton             | 6 episodios                                   |
| 2011        | Housos                             | Tío Doug                 | episodio "Uncle Doug"                         |
| 2011        | Criminal Minds                     | Liam                     | 2 episodios                                   |
| 2010        | Sons of Anarchy                    | Keith McGee              | 6 episodios                                   |
| 2009 - 2010 | City Homicide                      | Harvey Pullman           | 3 episodios                                   |
| 2010        | I Rock                             | Ian Miller               | episodio "Fun House"                          |
| 2010        | Lowdown                            | Cracker                  | episodio "A Lavish Swinger"                   |
| 2010        | Wilfred                            | Kosiosko                 | episodio "Bite Club"                          |
| 2009        | Rush                               | Rennie                   | episodio # 2.19                               |
| 2009        | All Saints                         | Les                      | episodio "Pushed Too Far"                     |
| 2008        | Underbelly                         | Gus Brown                | episodio "I Still Pray"                       |
| 2007        | East West 101                      | Sargento Blight          | episodio "Death at the Station"               |
| 2007        | H2O: Just Add Water                | Terry Chadwick           | 2 episodios                                   |
| 2007        | Pizza                              | Darel Dinkum             | episodio "Melbourne Cup Pizza"                |
| 2006        | Nightmares & Dreamscapes           | Hombre Barrigón          | episodio "You Know They Got a Hell of a Band" |
| 2006        | Mcleod's Daughters                 | Mike Starr               | 2 episodios                                   |
| 2005        | Scooter: Secret Agent              | Mr. Lewis                | episodio "Operation: Destiny"                 |
| 2004        | Stingers                           | Robert Strong            | episodio "Break and Enter"                    |
| 2004        | Blue Heelers                       | Vic Brooks               | 2 episodios                                   |
| 2003        | Pirate Island                      | Jack el Degollador       | 26 episodios                                  |
| 2002        | Marshall Law                       | Genghis Khan             | episodio "Trial by Jury"                      |
| 2001        | The Secret Life of Us              | Hombre Fuerte            | episodio "Intimations of Mortality"           |
| 1999        | Chuck Finn                         | Fred                     | episodio "The Big Picture"                    |
| 1998        | Driven Crazy                       | Conductor de Grúa        | episodio "Liquid Zombies"                     |
| 1997        | Good Guys Bad Guys                 | Grassy                   | episodio "The Sound of One Hand Killing"      |
| 1995        | Glad Rags                          | Lance Doyle              | 4 episodios                                   |
| 1992        | The New Adventures of Black Beauty | Forastero                | miniserie - episodio "Daylight Robbery"       |

### Películas
| Año  | Título                                | Personaje           | Notas |
| ---- | ------------------------------------- | ------------------- | --- |
| 2014 | The Neighbor                          | Toxic               | junto a Jimmy Marriot                                                                                    |
| 2014 | Maya the Bee Movie                    | Hank                | junto a Miriam Margolyes, Richard Roxburgh, Noah Taylor, Jacki Weaver & Justine Clarke                   |
| 2014 | 1%ERS                                 | Shark               | corto - junto a Michelle Rodriguez, Tara Summers, Matt Dallas, Ed Quinn y Jonathan Slavin                |
| 2014 | Broken Spirits                        | Hombre Grande       | junto a Vic Mignogna, Richard Epcar & Kyle Hebert                                                        |
| 2014 | Young Ones                            | Jay                 | junto a Nicholas Hoult, Elle Fanning, Michael Shannon, Kodi Smit-McPhee y Aimee Mullins                  |
| 2013 | Saving Mr. Banks                      | Mr. Belhatchett     | junto a Emma Thompson, Tom Hanks, Annie Rose Buckley, Colin Farrell, Ruth Wilson & Paul Giamatti         |
| 2012 | Jack Irish: Bad Debts                 | Joe Kwitny          | junto a Guy Pearce, Marta Dusseldorp, Aaron Pedersen, Roy Billing, Shane Jacobson y Emma Booth           |
| 2012 | Grey Sheep                            | Pervertido          | junto a David Hayward, Joel Geist & Jessica Franz                                                        |
| 2012 | Dreamline                             | Louie Goldfinger    | junto a Nathalie Antonia & Dixie Perkinson                                                               |
| 2012 | Bad Karma                             | Jarvis              | junto a Dominic Purcell, Ray Liotta, Aaron Pedersen & Vanessa Gray                                       |
| 2012 | Broken Spirits                        | Hombre              | junto a Robert Amico, Peter Bohush, Axelle Cummings & Jacob Flaming                                      |
| 2011 | Long Black Lashes                     | Harry Parker        | corto - junto a Lauren Miller, Samantha Lockwood, Kal Mansoor & Caleb Neet                               |
| 2011 | Hello Herman                          | Sean Gall           | junto a Norman Reedus, Garrett Backstrom, Martha Higareda & Rob Estes                                    |
| 2010 | Open When Johnny Can Reed             | John Noble          | junto a Venus Monique, Charlotte Keefe, Haleigh Motz & Edward Williams                                   |
| 2010 | Black Pine Road                       | Charlie             | corto - junto a Camilla Jackson, Lee Mason & Georgina Capper                                             |
| 2010 | Naked Passions                        | Spiderman           | corto - junto a Dean Kirkright, Vanessa Moltzen, Peter Flaherty & Minel Louis                            |
| 2010 | Inale                                 | Abuelo              | junto a Mbong Amata, Caroline Chikezie, Nse Ikpe-Etim & Hakeem Kae-Kazim                                 |
| 2010 | Passion Play                          | Donnie              | junto a Mickey Rourke, Megan Fox, Bill Murray, Kelly Lynch, Rhys Ifans & Chris Browning                  |
| 2010 | Summer Coda                           | Bear                | junto a Rachael Taylor, Isabella Woodlock, Stewart Stephens, Jacki Weaver & Alex Dimitriades             |
| 2010 | Matching Jack                         | Bill Maguire        | junto a Jacinda Barrett, Richard Roxburgh, James Nesbitt, Kodi Smit-McPhee & Colin Friels                |
| 2010 | Animal Kingdom                        | Richard Collis      | junto a James Frecheville, Joel Edgerton, Luke Ford, Sullivan Stapleton, Mirrah Foulkes & Justin Rosniak |
| 2010 | The Bannen Way                        | Shnook              | junto a Mark Gantt, Vanessa Marcil, Robert Forster, Michael Lerner, Ski Carr & Autumn Reeser             |
| 2009 | Broken Hill                           | Bear                | junto a Alexa Vega, Timothy Hutton, Rhys Wakefield & Luke Arnold                                         |
| 2009 | Jetty                                 | Supervisor Jetty    | corto - junto a Tom McCathie, John Neilson & Neil Triffett                                               |
| 2009 | Um, Where Am I?                       | Eddie               | corto - junto a Dean Kirkright, Danielle O'Malley & Cas Yates                                            |
| 2009 | The Christmas Pudding                 | Doug                | corto - junto a Bronwyn Di Cecco, Simon Embury, Rowan Humphrey & Bethany Whitmore                        |
| 2009 | Tinytown                              | Thug                | corto - junto a Laura Corbett, Louis Corbett & Kodi Smit-McPhee                                          |
| 2008 | The Adventures of Charlotte and Henry | Hombre Fuerte       | junto a Russell Dykstra, Manon Gourlay, Geneviève Lemon & Kodi Smit-McPhee                               |
| 2008 | Ten Empty                             | Ministro            | junto a Daniel Frederiksen, Lucy Bell, Brendan Cowell, Geoff Morrell & Susie Collins                     |
| 2007 | December Boys                         | Foreman             | junto a Daniel Radcliffe, Lee Cormie, Teresa Palmer, Sullivan Stapleton & Victoria Hill                  |
| 2007 | Piranha                               | Frank               | corto - junto a Ryan Corr, Laura Gordon & Irene Korsten                                                  |
| 2007 | The Line                              | Sargento Mike Calis | junto a David Barry, Laurent Boulanger, Peter Phelps & Anthony Wemyss                                    |
| 2007 | Unknown Combo                         | Roland              | corto - junto a Daniel Quigley                                                                           |
| 2007 | The Condemned                         | El Alemán           | junto a Steve Austin, Vinnie Jones, Manu Bennett, Robert Mammone, Luke Pegler & Madeleine West           |
| 2007 | Missive                               | John                | corto - junto a Paul Reichstein, Sean Scully & Michelle Celebicanin                                      |
| 2007 | Let Me Not                            | Steve               | junto a Rodger Corser, Charlotte Rees & Sophie Katinis                                                   |
| 2006 | BoyTown                               | Camarero            | junto a Glenn Robbins, Mick Molloy, Bob Franklin, Wayne Hope & Lachy Hulme                               |
| 2006 | Head Over Heels                       | Ron                 | cortometraje                                                                                             |
| 2006 | The Book of Revelation                | Rex                 | junto a Tom Long, Greta Scacchi, Colin Friels, Deborah Mailman, Nadine Garner & Ana Maria Belo           |
| 2006 | Welcome Stranger                      | Rodney              | junto a Suzanne Barr, Randall Berger & John Brumpton                                                     |
| 2006 | Silencer                              | Tiny                | corto - junto a John Brumpton                                                                            |
| 2006 | Opal Dream                            | Harris              | junto a Sapphire Boyce, Christian Byers, Vince Colosimo, Jacqueline McKenzie & Denise Roberts            |
| 2005 | Puppy                                 | Oficial de Policía  | junto a Bernard Curry, Nadia Townsend & Terence Donovan                                                  |
| 2005 | You and Your Stupid Mate              | -                   | junto a Nathan Phillips, Angus Sampson & Rachel Hunter                                                   |
| 2005 | Wolf Creek                            | Bazza               | junto a John Jarratt, Cassandra Magrath, Kestie Morassi & Nathan Phillips                                |
| 2004 | Apprentice                            | -                   | corto - junto a Tom Budge                                                                                |
| 2004 | Stiff                                 | Trevor              | junto a David Wenham, Mick Molloy, Deborah Kennedy, Darren Casey & Sam Neill                             |
| 2004 | Tom White                             | Leon                | junto a Colin Friels, Rachael Blake, Dan Spielman, Loene Carmen & David Field                            |
| 2003 | Bad Eggs                              | Tozer               | junto a Mick Molloy, Marshall Napier, Steven Vidler & Shaun Micallef                                     |
| 2003 | Roy Hollsdotter Live                  | Portero             | junto a Darren Casey, Roy Hollsdotter, Asher Keddie, John Clarke & Maud Davey                            |
| 2003 | L'envie                               | Mr. Wilkins         | corto - junto a Tyson Goldsack, Emily Wheaton & Camilla Jackson                                          |
| 2000 | Scratch                               | Daisy               | junto a Bernard Ledger, Jed Kurzel, Victoria Dixon-Whittle & Aaron J. March                              |
| 1997 | Maslin Beach                          | Maestro Zen         | junto a Michael Allen, Eliza Lovell, Leylah Love & Simon Bond                                            |
| 1993 | Bad Boy Bubby                         | Yobbo               | junto a Nicholas Hope, Claire Benito & Ralph Cotterill                                                   |
| 1990 | Return Home                           | Spanner             | junto a Dennis Coard, Frankie J. Holden & Ben Mendelsohn                                                 |

### Videojuegos
| Año  | Título               | Personaje     | Notas                           |
| ---- | -------------------- | ------------- | ------------------------------- |
| 2013 | Dead Island: Riptide | Coronel Hardy | prestó su voz para el personaje |

### Productor
| Año  | Título         | Notas             |
| ---- | -------------- | ----------------- |
| 2010 | Naked Passions | corto - productor |

### Teatro
| Año  | Título    | Personaje | Director       | Teatro | Notas                                                                     |
| ---- | --------- | --------- | -------------- | ------ | ------------------------------------------------------------------------- |
| 2003 | The Visit | -         | Simon Phillips | -      | junto a Julie Forsyth, Tony Llewellyn-Jones, Kim Gyngell & Robert Menzies |